# Mondfinsternis vom 16./17. April 360 v. Chr.

Verlauf der Mondfinsternis (Quelle:NASA)

Die Mondfinsternis vom 16./17. April 360 v. Chr. (-359 nach astronomischer Zeitrechnung) ist in mehreren babylonischen Keilschriftnotizen überliefert, die zu der Gattung der ACT-Texte gehören. Der im julianischen Kalendersystem angegebene 16./17. April 360 v. Chr. entspricht in Umrechnung auf den heutigen gregorianischen Kalender dem 11./12. April 360 v. Chr. Gegenwärtig befinden sich die Keilschrifttafeln BM 35115, BM 35789 und BM 45640 im British Museum zu London.
Besondere Bedeutung erlangten diese Aufzeichnungen, da in ihnen Bezug auf den achämenidischen König Artaxerxes II. und sein 45. Regierungsjahr genommen wird, in welchem in Ägypten Pharao Tachos auf den Thron gelangte. Die Mondfinsternis konnte in Babylonien und Ägypten in ihrem Anfangsstadium etwa bis zur ersten partiellen Phase direkt beobachtet werden, da sie dort in den frühen Morgenstunden begann. In Nordamerika konnte die Mondfinsternis bereits in den Abendstunden des 16. April verfolgt werden; dort endete sie kurz nach Mitternacht am 17. April.

## Erste Übersetzungen
Der Assyriologe Johann Strassmaier sowie die Astronomen Josef Epping und Franz-Xaver Kugler begannen zuerst mit der Übersetzung des babylonisch-astronomischen Keilschrifttextes. 
Die damaligen herausragenden Forschungsleistungen wurden unter anderem von Otto Neugebauer fortgeführt. 1955 erschien das dreibändige Standardwerk Astronomical cuneiform Texts - Babylonian ephemerides of the Seleucid period for the motion of the sun, the moon, and the planets, das bis heute noch immer die Grundlage der babylonischen Astronomiegeschichte bildet.

## Babylonische Texte
Bei dem erwähnten astronomischen Ereignis handelte es sich um eine totale Mondfinsternis, die aufgrund der Angaben im Keilschrifttext genau zu datieren war. Durch Überprüfung mit anderen historischen Finsternissen wurde festgestellt, dass die historischen Datierungen von den zurückgerechneten Werten abweichen. Die entsprechende Zeitdifferenz wird als „ΔT“ bezeichnet. 
Unter Berücksichtigung des ΔT begann die Mondfinsternis in Babylonien etwa um 3:35 Uhr des 17. April 360 v. Chr. und erreichte gegen etwa 6:10 Uhr ihr Maximum. In Ägypten war die Mondfinsternis etwas länger beobachtbar. Die genauen Zeiten sind in den babylonischen Keilschrifttafeln aufgrund starker Beschädigungen nicht erhalten geblieben:

„[Artaxerxes II.] 45. Jahr: Erster Monat (Nisannu) Tag 10+[.], […] bis zum Sonnenaufgang […] von […] […].“